# Red Barry

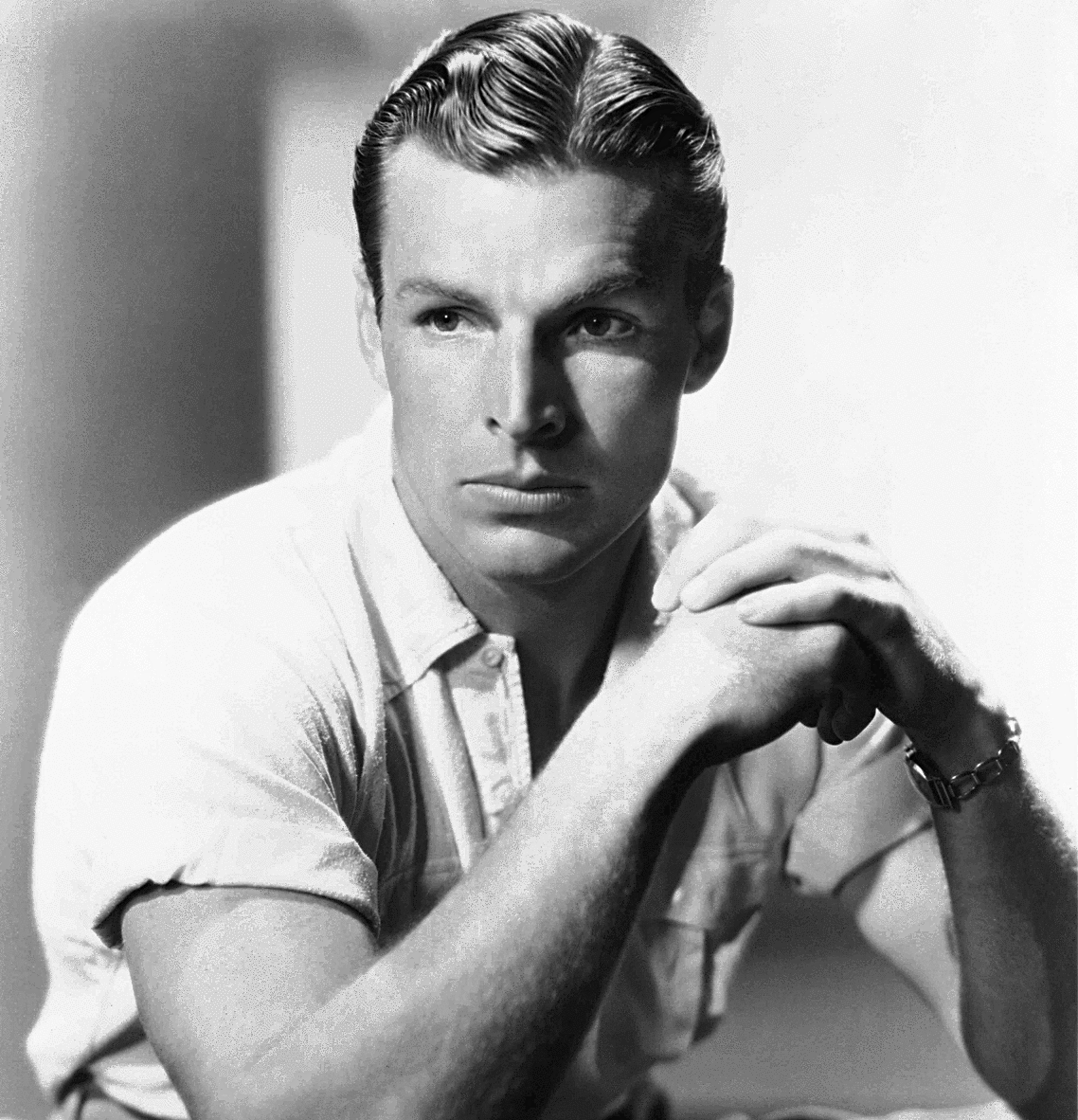
Buster Crabbe, intérprete de Red Barry no seriado da Universal Pictures.

Red Barry é um seriado estadunidense de 1938, gênero policial, dirigido por Ford Beebe e Alan James, em 13 capítulos, estrelado por Buster Crabbe, Edna Sedgewick e Frances Robinson. O seriado foi produzido e distribuído pela Universal Pictures, e veiculou nos cinemas estadunidenses a partir de 18 de outubro de 1938.
Baseado nas histórias em quadrinhos "Red Barry", de William Gould, foi o 40º seriado da Universal Pictures, e o 3º dos cinco feitos por Buster Crabbe para a companhia.

## Sinopse
Um detective particular tenta descobrir quem roubou 2 milhões em títulos.

## Elenco
- Buster Crabbe … Red Barry. Este foi um dos poucos seriados em que Buster Crabbe atua em roupas normais.[3]
- Edna Sedgewick … Natacha
- Frances Robinson … Mississippi
- Cyril Delevanti … Wing Fu
- Frank Lackteen … Quong Lee
- Wade Boteler … Inspetor Scott
- Hugh Huntley … Harry Dycer
- Philip Ahn … Hong Kong Cholly
- William Ruhl … C.E. Mannix
- William Gould … Comissário
- Wheeler Oakman … Weaver
- Stanley Price … Petrov
- Earl Douglas … Igor
- Charles Stevens … Capitão Moy
- Eric Wilton … Tubbs
- Monte Montague	 ...	Vaudevillian (não-creditado)
- Edward Hearn ... Detetive O'Hara [Cap. 7, 9] (não-creditado)

## Produção
Red Barry foi baseado nas histórias em quadrinhos Red Barry, de William Gould.

## Capítulos
1. Millions for Defense
2. The Curtain Falls
3. The Decoy
4. High Stakes
5. Desperate Chances
6. The Human Target
7. Midnight Tragedy
8. The Devil's Disguise
9. Between Two Fires
10. The False Trail
11. Heavy Odds
12. The Enemy Within
13. Mission of Mercy

Fonte: